# Acronicta funeralis
Acronicta funeralis là một loài bướm đêm thuộc họ Noctuidae. Loài này phân bố phân tán. Nó được tìm thấy ở Manitoba tới Nova Scotia, phía nam đến Maryland. Nó cũng được tìm thấy ở Georgia, Mississippi, Texas, và along the west-coast từ California đến British Columbia.
Sải cánh dài 32–40 mm. Con trưởng thành bay từ tháng 5 đến tháng 8 tùy theo địa điểm. Nó có từ hơn 2 lứa một năm ở phía nam và một đến 2 lứa ở phía bắc.
Ấu trùng ăn lá của cây tổng quán sủi, cây táo, cây cáng lò (hay cây bulô), cây việt quất và cây việt quất Bắc Mỹ, cottonwood, cây sơn thù du, cây đu, cây phỉ, cây mại châu, cây thích, cây sồi và cây liễu.